# Deutsche Schuhstraße
Die Deutsche Schuhstraße ist eine dem Tourismus dienende Themenstraße im südlichen Rheinhessen und in der westlichen Pfalz (Rheinland-Pfalz). Sie verläuft als Rundstrecke von mehr als 300 km weitgehend innerhalb des Biosphärenreservats Pfälzerwald-Nordvogesen, oftmals auf landschaftlich ansprechenden Nebenstrecken.

## Verlauf
Die Deutsche Schuhstraße hat u. a. folgende Stationen:
Alzey, Wendelsheim, Nack, Bechenheim, Nieder-Wiesen, Kriegsfeld, Ruppertsecken-Unterer Thierwasen, Bastenhaus-Dannenfels, Marienthal, Falkenstein, Enkenbach-Alsenborn, Hochspeyer, Johanniskreuz, Hauenstein, Dahn, Busenberg, Fischbach, Eppenbrunn, Trulben, Pirmasens, Walshausen, Rieschweiler-Mühlbach, Wallhalben, Mittelbrunn, Landstuhl, Miesenbach, Altenglan, Aschbach, Lauterecken, Meisenheim, Fürfeld, Wonsheim, Wendelsheim, Alzey
Im Bereich von Pirmasens spaltet sich die Deutsche Schuhstraße in verschiedene Äste auf, die u. a. Rodalben und Waldfischbach-Burgalben sowie Lemberg anbinden.

## Geschichte
Die Deutsche Schuhstraße wurde 1977 vom Großraum Pirmasens aus eingerichtet, weil dort ab dem Beginn des 19. Jahrhunderts das Zentrum der deutschen Schuhindustrie lag. Nachdem mittlerweile jedoch im Zuge der Globalisierung viele Schuhfabriken in Deutschland geschlossen wurden oder ihre Produktion ins Ausland verlagert haben, wird die Deutsche Schuhstraße nur noch zurückhaltend beworben und gehört im 21. Jahrhundert zu den weniger bekannten Ferienstraßen.

## Sehenswürdigkeiten
Gewässer – Östlich von Waldfischbach-Burgalben wird das Schwarzbachtal mit dem Clausensee berührt. Auch fast allen anderen Abschnitten der Deutschen Schuhstraße ist gemeinsam, dass sie an den Wasserläufen der Region entlangführen. Im Raum Pirmasens z. B. sind dies – neben dem Schwarzbach – Queich, Wieslauter, Saarbach (mit dem Stausee Mühlweiher), Rodalb und Merzalbe.
Felsformationen – Ausflugsziele, teilweise auch für Sportkletterer, sind die zahlreichen Buntsandstein-Felsformationen vor allem im Wasgau, neben anderen der 58 m hohe Friedrichsfels bei Lug, der Teufelstisch und der Jungfernsprung im Dahner Felsenland.
Berge – Auf dem Nordteil berührt die Strecke den mit 689 m höchsten Berg der Pfalz, den Donnersberg, der von fünf mittelalterlichen Burgruinen gesäumt wird.
Burgen – Weitere Burgen sind z. B. Drachenfels, Berwartstein, Lemberg und Gräfenstein. Die Heidelsburg im Schwarzbachtal geht sogar auf die Römerzeit zurück.